# Claudio Silva da Fonseca
Claudio Silva da Fonseca (Río de Janeiro, Brasil, 3 de noviembre de 1979) es un futbolista brasileño. Es un mediocampista defensivo.

## Clubes
| Club                 | País      | Año       |
| -------------------- | --------- | --------- |
| Vasco da Gama        | Brasil    | 1994      |
| Fluminense           | Brasil    | 1995      |
| Bragantino           | Brasil    | 1996      |
| Osasco               | Brasil    | 1997      |
| Corinthians          | Brasil    | 1998      |
| São Caetano          | Brasil    | 1999      |
| Coquimbo Unido       | Chile     | 2000      |
| Deportivo Italchacao | Venezuela | 2001      |
| América do Rio       | Brasil    | 2002      |
| Rangers              | Chile     | 2003      |
| Deportivo Táchira    | Venezuela | 2004      |
| Caracas FC           | Venezuela | 2005      |
| Estoril              | Portugal  | 2006      |
| Portuguesa           | Venezuela | 2006-2007 |
| Rangers              | Chile     | 2007      |
| Unión La Calera      | Chile     | 2008-2010 |